# 프레데리크 바지유
장 프레데리크 바지유(프랑스어: Jean Frédéric Bazille, 1841년 12월 6일 ~ 1870년 11월 28일)는 인물 묘사로 잘 알려진 프랑스의 인상주의 화가이다.
랑그도크루시용 지방의 에로주에 위치한 몽펠리에에서 중산층의 개신교 집안에서 태어난 바지유는 외젠 들라크루아의 작품들을 본 뒤 그림에 흥미를 갖게 된다. 그의 가족들은 그가 의학을 공부할 것을 전제로 그림을 공부하는 것을 허락했다.
바지유는 1859년 의학 공부를 시작했다. 그는 1862년 공부를 계속하기 위해 파리로 이사한다. 여기서 그는 인상주의 화가가 되는 피에르오귀스트 르누아르를 만났고, 샤를 글레르의 수업을 듣게 된다. 1864년 의학 시험에 불합격한 뒤 바지유는 모든 시간을 그림을 그리면서 보낸다. 그의 친한 친구들 중에는 클로드 모네, 알프레드 시슬레, 그리고 에두아르 마네 등이 있다. 부유한 가정에서 태어난 바지유는 그의 작업실 내부의 공간이나 그림에 필요한 재료 등을 제공해 주면서 이 예술가들을 지원해준다.
바지유는 〈분홍 드레스〉를 포함하여 여러 유명한 그림들을 그렸을 때 불과 23세였다. 그의 가장 유명한 작품은 〈재결합한 가족〉(1867년–1868년)이다. 프레데리크 바지유는 마지막 작품 <콩다민 가(街)에 있는 화가의 작업실> (1870년)을 끝으로 프랑스군에 입대했다. 프레데리크 바지유는 부지휘관에 임명되었으며 임명된 지 얼마 못 가 프로이센-프랑스 전쟁이 발발했다. 프레데리크 바지유는 1870년 29세의 나이로 사망한다. 프로이센-프랑스 전쟁 도중 루아레의 본라롤랑드에서 전사했다.

## 주요 작품
- 〈분홍 드레스〉, (1864) - 147 x 110 cm, 오르세 미술관, 파리
- Atelier de la rue Furstenberg, - 80 x 65 cm, 파브르 미술관, 몽펠리에
- Aigues-Mortes, - 46 x 55 cm, 파브르 미술관, 몽펠리에
- Autportrait, (1865) - 109x72 cm, 시카고 미술관, 시카고
- Réunion de Famille, (1867) - 152 x 230 cm, 오르세 미술관, 파리
- Le Pécheur à l'épervier, (1868) - 134 x 83 cm, Fondation Rau pour le tiers-monde, 취리히
- Vue de village, (1868) - 130 x 89 cm, 파브르 미술관, 몽펠리에
- Scène d'été, 1869 - 158 x 158 cm, 케임브리지, 하버드 대학교
- La Toilette, (1870) - 132 x 127 cm., 파브르 미술관, 몽펠리에
- L'Atelier de la rue Condamine, (1870) - 98 x 128.5 cm, 오르세 미술관, 파리
- Paysage au bord du Lez, (1870) - 137.8 x 202.5 cm, 미네아폴리스 미술관, 미네아폴리스

## 갤러리

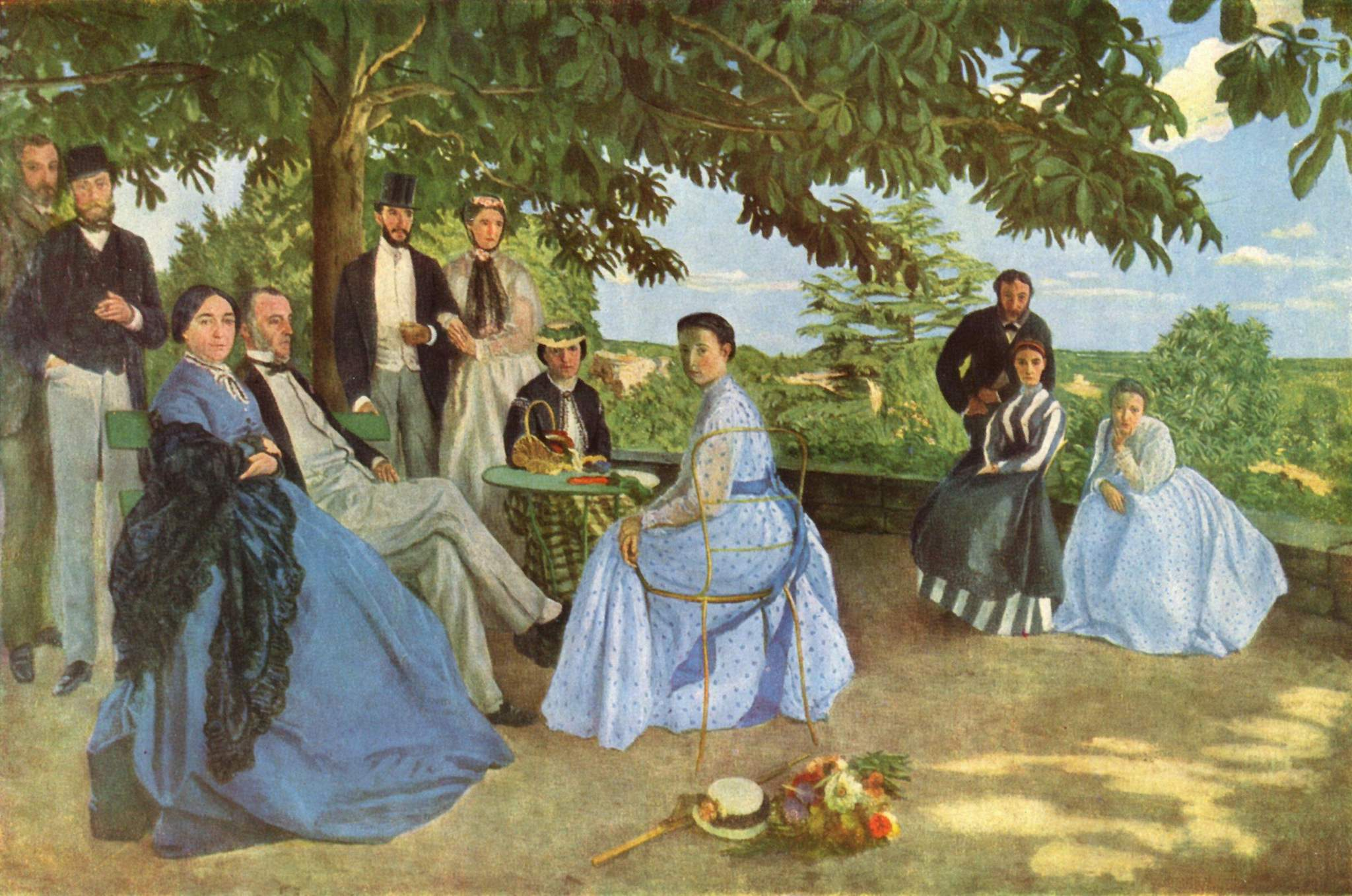
Réunion de famille
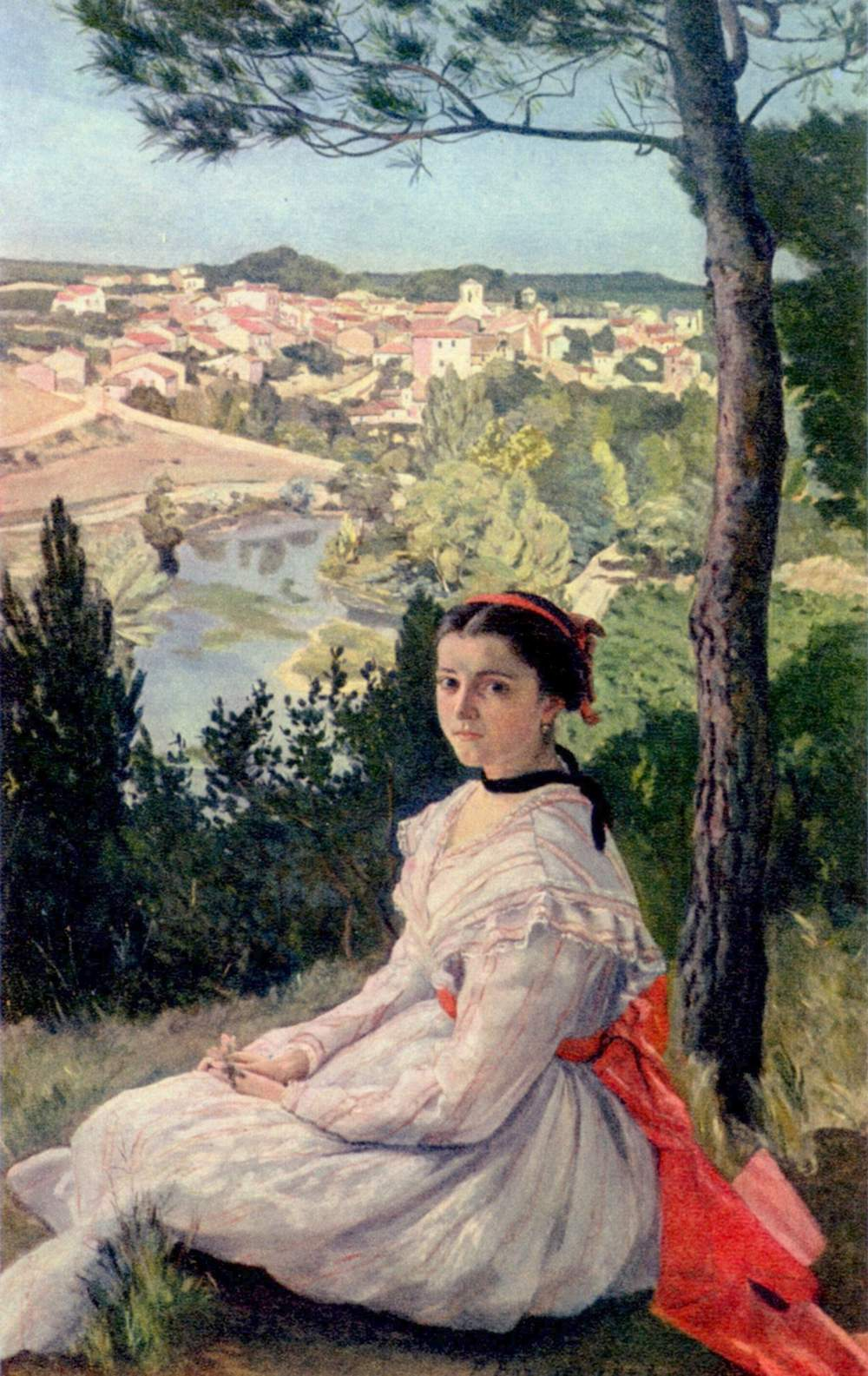
Vue de village
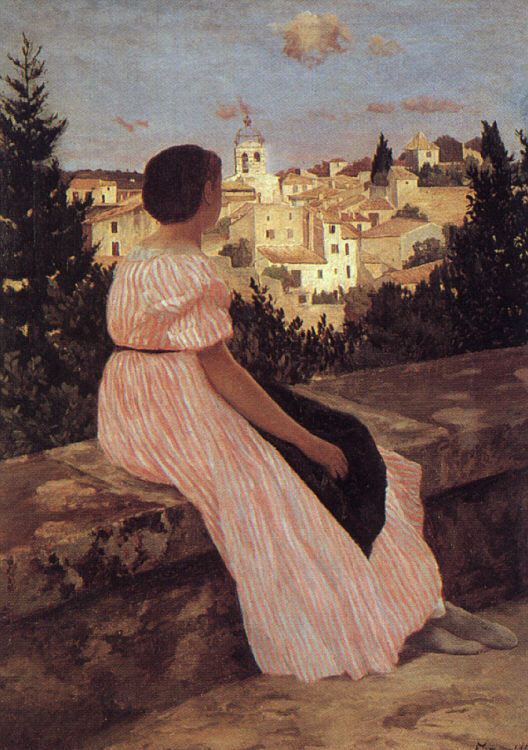
〈분홍 드레스〉